# Grand Prix Hiszpanii 1992
Grand Prix Hiszpanii 1992 (oryg. Gran Premio Tio Pepe de España) – czwarta runda Mistrzostw Świata Formuły 1 w sezonie 1992, która odbyła się 3 maja 1992, po raz drugi na torze Circuit de Barcelona-Catalunya.
34. Grand Prix Hiszpanii, 22. zaliczane do Mistrzostw Świata Formuły 1.

## Wyniki

### Kwalifikacje
| P                          | Nr | Kierowca             | Konstruktor(-silnik)  | Opony | Czas     | Odstęp   | Strata   |
| -------------------------- | -- | -------------------- | --------------------- | ----- | -------- | -------- | -------- |
| 1                          | 5  | Nigel Mansell        | Williams-Renault      | G     | 1:20.190 | -        | -        |
| 2                          | 19 | Michael Schumacher   | Benetton-Ford         | G     | 1:21.195 | 0:01.005 | 0:01.005 |
| 3                          | 1  | Ayrton Senna         | McLaren-Honda         | G     | 1:21.209 | 0:00.014 | 0:01.019 |
| 4                          | 6  | Riccardo Patrese     | Williams-Renault      | G     | 1:21.534 | 0:00.325 | 0:01.344 |
| 5                          | 28 | Ivan Capelli         | Ferrari               | G     | 1:22.413 | 0:00.879 | 0:02.223 |
| 6                          | 20 | Martin Brundle       | Benetton-Ford         | G     | 1:22.529 | 0:00.116 | 0:02.339 |
| 7                          | 2  | Gerhard Berger       | McLaren-Honda         | G     | 1:22.711 | 0:00.182 | 0:02.521 |
| 8                          | 27 | Jean Alesi           | Ferrari               | G     | 1:22.746 | 0:00.035 | 0:02.556 |
| 9                          | 16 | Karl Wendlinger      | March-Ilmor           | G     | 1:23.121 | 0:00.375 | 0:02.931 |
| 10                         | 26 | Érik Comas           | Ligier-Renault        | G     | 1:23.593 | 0:00.472 | 0:03.403 |
| 11                         | 4  | Andrea de Cesaris    | Tyrrell-Ilmor         | G     | 1:23.723 | 0:00.130 | 0:03.533 |
| 12                         | 21 | JJ Lehto             | Dallara-Ferrari       | G     | 1:24.054 | 0:00.331 | 0:03.864 |
| 13                         | 22 | Pierluigi Martini    | Dallara-Ferrari       | G     | 1:24.236 | 0:00.182 | 0:04.046 |
| 14                         | 25 | Thierry Boutsen      | Ligier-Renault        | G     | 1:24.583 | 0:00.347 | 0:04.393 |
| 15                         | 3  | Olivier Grouillard   | Tyrrell-Ilmor         | G     | 1:24.608 | 0:00.025 | 0:04.418 |
| 16                         | 9  | Michele Alboreto     | Footwork-Mugen-Honda  | G     | 1:24.634 | 0:00.026 | 0:04.444 |
| 17                         | 33 | Maurício Gugelmin    | Jordan-Yamaha         | G     | 1:24.671 | 0:00.037 | 0:04.481 |
| 18                         | 15 | Gabriele Tarquini    | Fondmetal-Ford        | G     | 1:24.800 | 0:00.129 | 0:04.610 |
| 19                         | 10 | Aguri Suzuki         | Footwork-Mugen-Honda  | G     | 1:24.940 | 0:00.140 | 0:04.750 |
| 20                         | 14 | Andrea Chiesa        | Fondmetal-Ford        | G     | 1:24.963 | 0:00.023 | 0:04.773 |
| 21                         | 11 | Mika Häkkinen        | Lotus-Ford            | G     | 1:25.202 | 0:00.239 | 0:05.012 |
| 22                         | 23 | Christian Fittipaldi | Minardi-Lamborghini   | G     | 1:25.315 | 0:00.113 | 0:05.125 |
| 23                         | 17 | Paul Belmondo        | March-Ilmor           | G     | 1:25.467 | 0:00.152 | 0:05.277 |
| 24                         | 29 | Bertrand Gachot      | Larrousse-Lamborghini | G     | 1:25.700 | 0:00.233 | 0:05.510 |
| 25                         | 24 | Gianni Morbidelli    | Minardi-Lamborghini   | G     | 1:25.786 | 0:00.086 | 0:05.596 |
| 26                         | 12 | Johnny Herbert       | Lotus-Ford            | G     | 1:25.786 | 0:00.000 | 0:05.596 |
| Nie zakwalifikowali się    |    |                      |                       |       |          |          |          |
|                            | 30 | Ukyō Katayama        | Larrousse-Lamborghini | G     | 1:25.932 | 0:00.146 | 0:05.742 |
|                            | 7  | Eric van de Poele    | Brabham-Judd          | G     | 1:26.880 | 0:00.948 | 0:06.690 |
|                            | 32 | Stefano Modena       | Jordan-Yamaha         | G     | 1:27.480 | 0:00.600 | 0:07.290 |
|                            | 8  | Damon Hill           | Brabham-Judd          | G     | 1:27.763 | 0:00.283 | 0:07.573 |
| Nie przedkwalifikowali się |    |                      |                       |       |          |          |          |
|                            | 34 | Roberto Moreno       | Moda-Judd             | G     | 1:37.155 | 0:09.392 | 0:16.965 |
|                            | 35 | Perry McCarthy       | Moda-Judd             | G     | -        | -        | -        |
| P                          | Nr | Kierowca             | Konstruktor(-silnik)  | Opony | Czas     | Odstęp   | Strata   |

### Wyścig
| Pos | No | Kierowca             | Konstruktor           | Okrążeń | Czas/powód NU | Poz. Start. | Punktów |
| --- | -- | -------------------- | --------------------- | ------- | ------------- | ----------- | ------- |
| 1   | 5  | Nigel Mansell        | Williams-Renault      | 65      | 1:56:10.674   | 1           | 10      |
| 2   | 19 | Michael Schumacher   | Benetton-Ford         | 65      | + 23.914      | 2           | 6       |
| 3   | 27 | Jean Alesi           | Ferrari               | 65      | + 26.462      | 8           | 4       |
| 4   | 2  | Gerhard Berger       | McLaren-Honda         | 65      | + 1:20.647    | 7           | 3       |
| 5   | 9  | Michele Alboreto     | Footwork-Mugen-Honda  | 64      | + 1 okrążenie | 16          | 2       |
| 6   | 22 | Pierluigi Martini    | Dallara-Ferrari       | 63      | + 2 Okrążeń   | 13          | 1       |
| 7   | 10 | Aguri Suzuki         | Footwork-Mugen-Honda  | 63      | + 2 Okrążeń   | 19          |         |
| 8   | 16 | Karl Wendlinger      | March-Ilmor           | 63      | + 2 Okrążeń   | 9           |         |
| 9   | 1  | Ayrton Senna         | McLaren-Honda         | 62      | Wypadł z toru | 3           |         |
| 10  | 28 | Ivan Capelli         | Ferrari               | 62      | Wypadł z toru | 5           |         |
| 11  | 23 | Christian Fittipaldi | Minardi-Lamborghini   | 61      | + 4 Okrążeń   | 22          |         |
| 12  | 17 | Paul Belmondo        | March-Ilmor           | 61      | + 4 Okrążeń   | 23          |         |
| NU  | 21 | Jyrki Järvilehto     | Dallara-Ferrari       | 56      | Wypadł z toru | 12          |         |
| NU  | 15 | Gabriele Tarquini    | Fondmetal-Ford        | 56      | Wypadł z toru | 18          |         |
| NU  | 11 | Mika Häkkinen        | Lotus-Ford            | 56      | Wypadł z toru | 21          |         |
| NU  | 26 | Érik Comas           | Ligier-Renault        | 55      | Wypadł z toru | 10          |         |
| NU  | 29 | Bertrand Gachot      | Larrousse-Lamborghini | 35      | Silnik        | 24          |         |
| NU  | 3  | Olivier Grouillard   | Tyrrell-Ilmor         | 30      | Wypadł z toru | 15          |         |
| NU  | 24 | Gianni Morbidelli    | Minardi-Lamborghini   | 26      | Sterowność    | 25          |         |
| NU  | 33 | Maurício Gugelmin    | Jordan-Yamaha         | 24      | Wypadł z toru | 17          |         |
| NU  | 14 | Andrea Chiesa        | Fondmetal-Ford        | 22      | Wypadł z toru | 20          |         |
| NU  | 6  | Riccardo Patrese     | Williams-Renault      | 19      | Wypadł z toru | 4           |         |
| NU  | 12 | Johnny Herbert       | Lotus-Ford            | 13      | Wypadł z toru | 26          |         |
| NU  | 25 | Thierry Boutsen      | Ligier-Renault        | 11      | Silnik        | 14          |         |
| NU  | 20 | Martin Brundle       | Benetton-Ford         | 4       | Wypadł z toru | 6           |         |
| NU  | 4  | Andrea de Cesaris    | Tyrrell-Ilmor         | 2       | Silnik        | 11          |         |
| NZ  | 30 | Ukyō Katayama        | Larrousse-Lamborghini |         |               |             |         |
| NZ  | 7  | Eric van de Poele    | Brabham-Judd          |         |               |             |         |
| NZ  | 32 | Stefano Modena       | Jordan-Yamaha         |         |               |             |         |
| NZ  | 8  | Damon Hill           | Brabham-Judd          |         |               |             |         |
| NPK | 34 | Roberto Moreno       | Moda-Judd             |         |               |             |         |
| NPK | 35 | Perry McCarthy       | Moda-Judd             |         |               |             |         |